# Our Corner of the Night
«Our Corner of the Night» (с англ. — «Наш ночной уголок») — песня, записанная американской певицей Барброй Стрейзанд и выпущенная в качестве сингла в феврале 1968 года. Песня так и не была издана на каком-либо альбоме Стрейзанд.

## О песне
Песня была написана в быстром темпе, поскольку студийные боссы стремились привлечь молодую аудиторию. Авторами песни стали Джордж Геринг и Стэн Роудсом. Вокал Стрейзанд был записан с двойной дорожкой (то есть два трека с голосом Стрейзанд звучали вместе). В качестве бисайда использовалась песня «He Could Show Me» — баллада из бродвейского шоу 1967 года «Настало время для всех хороших мужчин» на слова Гретхен Крайер и музыку Нэнси Форд. Аранжировками треков занимался Джимми Уиснер.
«Our Corner of the Night» так и не попал в Billboard Hot 100, но 16 марта 1968 года попал в Bubbling Under Hot 100 и оставался там в течение пяти недель. Однако сингл попал в хит—парад Easy Listening, достигнув 21-й строчки. В хит-параде журнала CashBox сингл достиг пика на 74-й позиции.

## Отзывы критиков
Рецензент журнала CashBox написал: «Сочетая свой вокальный блеск и блестящий набор современных аранжировок, Стрейзанд достигает нового размаха с той стороны, которая выгодно демонстрирует её как для продажи на молодёжном рынке, так и для прослушивания взрослыми». Комментируя бисайд «He Could Show Me», он отметил, что это «нежная песня, в традиционном стиле Стрейзанд». В журнале Record World также отметили изменение в стиле исполнения Стрейзанд.

## Участие в хит-парадах
| Хит-парад (1968)                               | Высшая позиция |
| ---------------------------------------------- | -------------- |
| США (Billboard Adult Contemporary)             | 21             |
| США (Billboard Bubbling Under Hot 100 Singles) | 107            |
| США (CashBox Top 100)                          | 74             |